# Agrocybe puiggarii
Agrocybe puiggarii är en svampart som först beskrevs av Speg., och fick sitt nu gällande namn av Rolf Singer 1951. Agrocybe puiggarii ingår i släktet marktofsskivlingar och familjen Strophariaceae.   Inga underarter finns listade i Catalogue of Life.